# CyBee
CyBee és un grup de música de Sant Feliu de Llobregat format l'octubre del 2005. L'estil de música va variar al llarg del temps però es podria englobar en el pop-rock

## Carrera

### Inicis
CyBee és un grup de música que es va formar, l'octubre de 2005. Nil Moliner amb 12 anys, aleshores bateria d'un altre grup però ja amb habilitats com a cantant i guitarrista, va ser qui va proposar la idea de reunir-se amb Aleix Martí (baixista) i Jordi Vilaseca (bateria) per iniciar-se en el món de la música fent versions. La seva química personal i musical va donar com a resultat la proposta d'engegar un projecte musical en comú que va acabar de completar-se amb la incorporació de Marc Colomer com a guitarra solista.
El nom de CyBee no va sorgir fins al cap d'un temps. El perquè d'aquest nom tan peculiar encara segueix sent tot un misteri i, malgrat que ells mateixos han donat diverses explicacions en entrevistes quan se'ls ha preguntat pel tema, mai s'ha sabut ben bé quina història és la certa.

### Primera etapa: Primers concerts
En aquesta primera etapa cantaven en castellà i anglès. Nil Moliner era el cantant principal i Aleix Martí cantava els temes en anglès. L'estil es podia classificar com a pop-rock.
Una de les característiques que més els destacava eren les nombroses harmonies que feien els dos cantants juntament amb la veu del guitarra solista Marc Colomer. A poc a poc van anar vestint més cançons amb aquest recurs, i fins i tot, en alguns temes, s'hi unia el mateix bateria Jordi Vilaseca.
Inicialment, els primers concerts van tenir lloc a la seva ciutat, Sant Feliu de Llobregat i, posteriorment, als pobles i ciutats dels voltants i en sales properes. Amb aquests concerts el grup aconseguia guanyar experiència sobre els escenaris i s'iniciava també en les primeres gravacions amateurs.

### Segona etapa: El "CyBeeTour"
En aquest segona etapa, el grup, que comptava amb el mànager Jordi Gonzalo, es llançava a fer una gira que els portava a donar-se a conèixer en tot el territori català així com als mitjans de comunicació i a la indústria musical catalana. Aquesta gira va ser batejada amb el nom de #CyBeeTour.
La gira del #CyBeeTour sorgia amb la intenció de fer concerts a tants llocs com fos possible per difondre la seva música. Els concerts eren sempre en format acústic i es duien a terme de manera espontània en les places i passeigs més transitats dels pobles per tal de donar-se a conèixer i vendre les seves maquetes. Aquesta gira va contribuir a fer créixer l'autoestima del grup que va veure que, en format acústic, les seves harmonies brillaven molt més i transmetien de manera més directa i propera la seva personalitat i complicitat. Aquest format de concerts destacava per la nombrosa quantitat de gent curiosa que espontàniament s'aturaven a escoltar la banda al carrer. A través d'aquesta gira, el grup aconseguia l'objectiu: sorgiren nous concerts en acústic i s'obria la porta a la preparació del que seria el seu primer disc.

### Tercera etapa: Consolidació
Un cop acabada la gira Cybeetour l'estiu del 2013, es posaven en contacte amb el músic i compositor català Manu Guix, amb el qual pactaven adaptar una de les cançons de la seva última maqueta per fer-ne un single. El resultat els va agradar i la bona química amb Guix els portava a gravar el seu primer disc homònim, Cybee, al seu estudi Medusa Estudio BCN.
Durant aquell període havien aconseguit aparèixer en alguns mitjans i fer diversos concerts per sales i bars, i veient el bon resultat del #CyBeeTour la banda va optar per fer una segona edició #CyBeeTwour aquell mateix estiu.
Durant el 2013 CyBee va participar en un concurs de versions organitzat per la banda “Els Amics de les Arts” interpretant una versió de la cançó “4-3-3” que va tenir molt bona rebuda al públic en general i va quedar en segona posició. Aquesta versió va portar als integrants de “Els Amics de les Arts” a interessar-se per CyBee i acordaven portar-los-hi la gestió i reserva de concerts a través de la seva empresa "Pistatxo". D'aquesta manera el grup firmava amb ells per la gira del primer disc.
L'estiu del 2015 van compaginar la composició dels nous temes amb el tancament de la gira del primer disc. L'agost es tancaven novament a l'estudi de Medusa amb la producció de Manu Guix i Roger Rodés, aquesta vegada comptant amb els músics de la gira per a la gravació del disc que van anomenar "Viatge a Mu".

### Última etapa: Dissolució
Malgrat les bones crítiques, els canvis en l'empresa de “management” i la posterior dissolució d'aquesta, els va deixar sense concerts al cap de poc temps de començar la gira. Això va suposar un cop dur per la banda que va destinar gran part de la seva feina a idear i realitzar els concerts i es quedaven sense poder explotar aquesta faceta. Així doncs, la promoció i ressò general pel segon disc es va veure molt afectada i amb això el grup va haver de prendre decisions. El gener de 2017 van muntar un gran concert a la Sala Apolo de Barcelona, la qual van poder omplir, amb l'objectiu de captar atenció i trobar un nou “management”, però després de parlar amb diverses empreses no va ser possible.
Finalment el febrer de 2017, el grup prenia la decisió de dissoldre la banda, això sí, abans acomiadant-se de tots els fans fent una mini gira per alguns pobles i ciutats, sales o bars on havien tocat al llarg del seu recorregut com a banda.
L'últim concert el van fer el 12 de novembre de 2017 a la Sala Bikini de Barcelona, amb l'equip complet i tots els membres la banda que els havien acompanyat els últims anys i que posteriorment formarien part del projecte de Nil Moliner en solitari.

### Actuacions
El 2015 van participar en l'Acampada Jove, el Festival de Pedralbes, la Festa de La Mercè amb Europa FM i van tocar en Festes Majors de diversos pobles. També aquell mateix any van ser nominats a 2 premis Enderrock com a grup revelació i millor cançó pop-rock per “Som”. La banda va arribar a compartir escenaris en més d'una ocasió amb altres grups de música en català del moment com Txarango, Els Catarres o els mateixos Amics de les arts, fruit de la bona relació amb tots ells. Aquest fet els va portar a ser convidats a la Telecogresca per cantar amb Txarango, al concert anual Amics dels Amics a l'auditori de Sant Cugat del Vallès per a fer la seva versió de 4-3-3 que els va donar a conèixer al grup, tocar al festival Clownia i també actuar com a teloners tant per a Txarango com per a Els amics de les arts.
El març del mateix any, arrel del festival EnciSAT que organitzaven els mateixos Amics de les arts, van muntar un concert especial en el qual tocarien per primera vegada amb més músics i amb artistes convidats a part dels quatre membres originaris. Aquell concert seria el detonant d'una evolució de la banda, que passaria a incloure músics com Ferran Samper (percussió), Ignasi Caballé (teclats), Klaus Stroink (trompeta) i Lluc Riba (saxo). Aquestes incorporacions permetrien a la banda participar en grans concerts i anunciar a l'abril del 2015 que aquell mateix any gravarien el seu segon disc.
L'abril de 2016 van fer un concert de presentació a la sala Luzdegas de Barcelona, posteriorment un altre a la sala La Mirona de Girona en el festival GuitarBCN entre d'altres.
El desembre de 2016 van participar en La Marató de TV3 amb la seva versió d'Angie.

### Actuacions destacades
- Juny 2014: Teloners de Simple Minds als Jardins de Pedrables
- 2014: Acampada Jove
- 2014: Festes La Mercè de Barcelona (Av. Maria Cristina)
- 2015: EnciSAT
- 2015: Festival Clownia
- Gener 2017: Sala Apolo
- Novembre 2017: Concert de comiat a la Sala Bikini

## Integrants
El grup està format per 4 membres, tots ells de Sant Feliu de Llobregat:
- Nil Moliner Abellán (18 d'octubre 1992): Cantant i guitarra
- Aleix Martí Martí (29 de juny de 1989): Cantant i baix
- Marc Colomer Canyelles (16 de juny de 1991): Guitarra solista i cors
- Jordi Vilaseca Martí (18 d'abril de 1989): Bateria i cors

## Discografia

### Maquetes

#### Go..!
El 2008 per la Festa Major de Sant Feliu de Llobregat (Festes de Tardor) van tocar com a teloners de Gerard Quintana, i aquell mateix any passaven per l'estudi de Damien Bazin per a gravar la seva primera maqueta anomenada "Go..!".

#### Cilck
L'any 2010 es tancaven novament a l'estudi de Damien Bazin per a gravar la seva segona maqueta, "Click".

#### Tot aquest temps
L'any 2012, el grup feia un gir en la seva trajectòria i decidia utilitzar el català en les seves cançons intentant centrar-se en el públic més proper.
Aquest mateix any gravaven la seva tercera maqueta anomenada "Tot aquest temps", amb tots els temes en català i repartits a parts iguals entre ambdós cantants del grup. Aquesta maqueta es va gravar altre cop a l'estudi de Damien Bazin però aquesta vegada a mans del productor nord-americà Frankie Biggz.

### Primer disc: "CyBee - [Siβi]"
El 22 d'octubre de 2013 va sortir el primer disc a la venda.
El disc va sortir amb el single Dos curiosos viatgers, cançó que intentava donar a conèixer el grup amb una declaració d'intencions, música alegre, amb harmonies, melodies enganxoses i per primera vegada amb un rerefons folk. La cançó comptava amb un videoclip protagonitzat per l'actriu Vicky Luengo i l'actor santfeliuenc Joan Sureda i on també actuaven els quatre membres del grup.
Malgrat el single triat per la banda, la cançó que més èxit va tenir de cara als mitjans de comunicació i al públic va ser “Som”. Aquest tema va sonar en mitjans com RAC105, Europa FM, 40 principals i Ràdio Flaixbac, entre d'altres. Arrel d'això el grup s'animava a treure el videoclip de “Som”, que va guanyar el concurs “cançó de l'estiu” de La Vanguardia i es va donar a conèixer arreu de Catalunya. Aquest tema va estar 18 setmanes a la llista de Ràdio Flaixbac. Aquell mateix any el single “Som” sonava per primera vegada al Camp Nou en l'entretemps dels partits del Futbol Club Barcelona i posteriorment seguiria sonant després de cada partit.
| Tema                  | Àlbum | Videoclip | Comentaris |
| --------------------- | ----- | --------- | --- |
| Som                   | CyBee | Sí        | Single - Guanyadora premi "Cançó de l'estiu" de la Vanguardia. Nominada a millor cançó pop-rock premis enderrock. 18 setmanes a La Llista Flaixbac. 5 temporades sonant al Camp Nou. |
| Podem ser millors     | CyBee | No        | |
| Dos curiosos viatgers | CyBee | Sí        | Single - Radiofórmula |
| Amb tu                | CyBee | Sí        | |
| Despullat             | CyBee | No        | |
| Com animals           | CyBee | Sí        | Single - Radiofórmula |
| La nostra melodia     | CyBee | No        | |
| Un, dos, tres         | CyBee | No        | |
| Eufòria               | CyBee | No        | |
| Després               | CyBee | No        | |
| Camina                | CyBee | No        | |
| Tenim temps           | CyBee | No        | |
| Útima escena          | CyBee | Sí        | |

### Segon disc: "Viatge a Mu"
A la tardor del 2015 sortia a la llum el segon disc “Viatge a Mu” que adoptava una vessant més folk, buscant una sonoritat més èpica i inspirant-se en referents com Mumford & Sons o Needtobreathe però sense deixar de banda les melodies enganxoses i el seu optimisme. Va ser molt ben rebut a les emissores de ràdio i va tenir molt bones crítiques, fet que va reconfortar a la banda en veure recompensat l'esforç.
Aquest estil el van batejar ells mateixos com “rockefolk”.
Viatge a Mu era un disc enèrgic, amb un to bromista, però també intentant evocar emoció a través de la música, fet que va ser ben rebut pel públic en tots els directes.
| Tema                 | Àlbum       | Videoclip | Comentaris                                                                                   |
| -------------------- | ----------- | --------- | -------------------------------------------------------------------------------------------- |
| Hi seràs             | Viatge a Mu | Sí        | Single - Radiofórmula                                                                        |
| Ens hem de veure més | Viatge a Mu | No        |                                                                                              |
| Mama                 | Viatge a Mu |           | Van col·laborar les mares dels quatre integrants en fer els cors de la cançó. - Radiofórmula |
| Pedra filosofal      | Viatge a Mu | No        |                                                                                              |
| Poblenou             | Viatge a Mu | No        |                                                                                              |
| De tant en tant      | Viatge a Mu | No        |                                                                                              |
| L'entorn             | Viatge a Mu | No        |                                                                                              |
| Dona'm la mà         | Viatge a Mu | No        |                                                                                              |
| Marcel·lí            | Viatge a Mu | No        |                                                                                              |
| TN                   | Viatge a Mu | No        | Radiofórmula                                                                                 |
| Des de molt lluny    | Viatge a Mu | No        |                                                                                              |
| M'agradava           | Viatge a Mu | No        |                                                                                              |
| A ritme de cançons   | Viatge a Mu | Sí        | Single - Radiofórmula                                                                        |